# Gerard van Beusekom
Gerard van Beusekom (Amsterdam, 31 juli 1935) is een Nederlandse activist die in de jaren zeventig bekendheid verwierf door zijn kritiek op de reclame en zijn inzet voor de emancipatie van de man. Hij was actief binnen onder andere de PSP, MVM en Dolle Mina.

## Biografie

### Opleiding en werk
Gerard van Beusekom volgde een opleiding aan de Amsterdamse Grafische School, tegelijk met zijn schoolvriend Bram de Does. Hij was werkzaam bij het Instituut voor de Grafische Techniek TNO en de Staatsdrukkerij. Hij werkte als freelance journalist voor diverse tijdschriften, waaronder Mensen van Nu en Proost Prikkels. In de jaren zeventig werkte hij bij het  Nationaal Centrum Geestelijke Volksgezondheid en was hij docent Sociale Aktie aan de Sociale Academie Twente. Vanaf de jaren tachtig tot en met 2000 werkte hij als voorlichter voor de gemeente Rotterdam.

### Begin actieperiode
In de eerste helft van de jaren zestig sloot Van Beusekom zich aan bij de Ban de Bom-groep en bij de PSP. Daarnaast was hij actief binnen Man Vrouw Maatschappij en Dolle Mina. Bij het eenjarige bestaan van Dolle Mina was hij de woordvoerder van de zogenaamde 'anti-organisatie-stroming'. Hij verzette zich tegen het streven om meer structuur binnen Dolle Mina te brengen.

### Reclamekritiek
In april 1970 richtte Van Beusekom de Stichting Anti-Reclame (SAR) op. Met de SAR (die nooit officieel als stichting is geregistreerd) wilde hij de zijns inziens onjuiste boodschappen in de reclame aan de kaak stellen en "een meer kritische en bewuste houding bij de consument" stimuleren. Voor Intermediair schreef hij een artikel met de titel "Reclame: de slechte adem van de consumptiemaatschappij". In het televisieprogramma Kort Geding nam hij het op tegen vertegenwoordigers van de reclamebranche. In 1971 bezocht hij een congres van het Genootschap voor Reclame. Daarbij droeg hij een button met daarop de tekst "Kut ruikt lekker". Daarmee wilde Van Beusekom steun betuigen aan de Dolle Mina's die tijdens datzelfde congres protesteerden tegen de reclame voor Bidex, een vaginale geurspray.
Zijn weerstand tegen de reclame weerhield hem er niet van samen te werken met reclamemensen. In 1971 was hij als 'kritisch begeleider' betrokken bij Stichting Aarde, een organisatie die was opgericht door reclame- en milieumensen en die bij het Nederlandse publiek meer besef van de milieuproblematiek wilde kweken. Van Beusekom was ook mede-oprichter van Stichting Bierkaai. Deze stichting werkte voor opdrachtgevers als buurthuizen, bejaardenoorden, en milieu- en dierenbescherming. Bierkaai zette marketingtechnieken in voor de non-profitsector.

### Mannenemancipatie
Vanaf begin jaren zeventig zette Van Beusekom zich ook in voor de emancipatie van de man. Volgens Van Beusekom kon het feminisme enkel slagen als ook de man zou veranderen. Daartoe paste hij zijn achternaam aan en voegde er die van zijn moeder aan toe. Voortaan noemde hij zich Gerard van Beusekom-Fretz. In 1972 startte hij de eerste mannenpraatgroep. Hij richtte in 1975 het blad Mannentaal, blad gericht op de bevrijding van de man op. In het boek De komende en gaande man (1976) stelde hij dat cultuur en opvoeding mannen in een keurslijf zouden dwingen. Dat zou er toe leiden dat de man 'emotioneel geamputeerd' was geraakt. In 1979 werd Van Beusekom geïnterviewd door John Jansen van Galen voor de Haagse Post-special "Het Ik-tijdperk".

## Publicaties (selectie)
- "Reclame: de slechte adem van de consumptiemaatschappij", Intermediair, 26 juni 1970, pp. 55–57
- De democratisering van het geluk, Deventer: Van Loghum Slaterus, 1973
- De komende en gaande man. Vrolijke en lastige kanten van de mannenemancipatie, Deventer: Van Loghum Slaterus, 1976